# 1992年の日本
1992年の日本（1992ねんのにほん）では、1992年（平成4年）の日本の政治、経済、文化などの出来事をまとめる。

## 他の紀年法
日本では、西暦の他にも以下の紀年法を使用している。なお、以下の紀年法は西暦と月日が一致している。
- 元号
  - 平成4年
- 神武天皇即位紀元
  - 皇紀2652年
- 干支
  - 壬申（みずのえ さる）

## カレンダー
| 1月 |    |    |    |    |    |    |
| 日  | 月 | 火 | 水 | 木 | 金 | 土 |
|     |    |    | 1  | 2  | 3  | 4  |
| 5   | 6  | 7  | 8  | 9  | 10 | 11 |
| 12  | 13 | 14 | 15 | 16 | 17 | 18 |
| 19  | 20 | 21 | 22 | 23 | 24 | 25 |
| 26  | 27 | 28 | 29 | 30 | 31 |    |
|     |    |    |    |    |    |    |

| 2月 |    |    |    |    |    |    |
| 日  | 月 | 火 | 水 | 木 | 金 | 土 |
|     |    |    |    |    |    | 1  |
| 2   | 3  | 4  | 5  | 6  | 7  | 8  |
| 9   | 10 | 11 | 12 | 13 | 14 | 15 |
| 16  | 17 | 18 | 19 | 20 | 21 | 22 |
| 23  | 24 | 25 | 26 | 27 | 28 | 29 |
|     |    |    |    |    |    |    |

| 3月 |    |    |    |    |    |    |
| 日  | 月 | 火 | 水 | 木 | 金 | 土 |
| 1   | 2  | 3  | 4  | 5  | 6  | 7  |
| 8   | 9  | 10 | 11 | 12 | 13 | 14 |
| 15  | 16 | 17 | 18 | 19 | 20 | 21 |
| 22  | 23 | 24 | 25 | 26 | 27 | 28 |
| 29  | 30 | 31 |    |    |    |    |
|     |    |    |    |    |    |    |

| 4月 |    |    |    |    |    |    |
| 日  | 月 | 火 | 水 | 木 | 金 | 土 |
|     |    |    | 1  | 2  | 3  | 4  |
| 5   | 6  | 7  | 8  | 9  | 10 | 11 |
| 12  | 13 | 14 | 15 | 16 | 17 | 18 |
| 19  | 20 | 21 | 22 | 23 | 24 | 25 |
| 26  | 27 | 28 | 29 | 30 |    |    |
|     |    |    |    |    |    |    |

| 5月 |    |    |    |    |    |    |
| 日  | 月 | 火 | 水 | 木 | 金 | 土 |
|     |    |    |    |    | 1  | 2  |
| 3   | 4  | 5  | 6  | 7  | 8  | 9  |
| 10  | 11 | 12 | 13 | 14 | 15 | 16 |
| 17  | 18 | 19 | 20 | 21 | 22 | 23 |
| 24  | 25 | 26 | 27 | 28 | 29 | 30 |
| 31  |    |    |    |    |    |    |
|     |    |    |    |    |    |    |

| 6月 |    |    |    |    |    |    |
| 日  | 月 | 火 | 水 | 木 | 金 | 土 |
|     | 1  | 2  | 3  | 4  | 5  | 6  |
| 7   | 8  | 9  | 10 | 11 | 12 | 13 |
| 14  | 15 | 16 | 17 | 18 | 19 | 20 |
| 21  | 22 | 23 | 24 | 25 | 26 | 27 |
| 28  | 29 | 30 |    |    |    |    |
|     |    |    |    |    |    |    |

| 7月 |    |    |    |    |    |    |
| 日  | 月 | 火 | 水 | 木 | 金 | 土 |
|     |    |    | 1  | 2  | 3  | 4  |
| 5   | 6  | 7  | 8  | 9  | 10 | 11 |
| 12  | 13 | 14 | 15 | 16 | 17 | 18 |
| 19  | 20 | 21 | 22 | 23 | 24 | 25 |
| 26  | 27 | 28 | 29 | 30 | 31 |    |
|     |    |    |    |    |    |    |

| 8月 |    |    |    |    |    |    |
| 日  | 月 | 火 | 水 | 木 | 金 | 土 |
|     |    |    |    |    |    | 1  |
| 2   | 3  | 4  | 5  | 6  | 7  | 8  |
| 9   | 10 | 11 | 12 | 13 | 14 | 15 |
| 16  | 17 | 18 | 19 | 20 | 21 | 22 |
| 23  | 24 | 25 | 26 | 27 | 28 | 29 |
| 30  | 31 |    |    |    |    |    |
|     |    |    |    |    |    |    |

| 9月 |    |    |    |    |    |    |
| 日  | 月 | 火 | 水 | 木 | 金 | 土 |
|     |    | 1  | 2  | 3  | 4  | 5  |
| 6   | 7  | 8  | 9  | 10 | 11 | 12 |
| 13  | 14 | 15 | 16 | 17 | 18 | 19 |
| 20  | 21 | 22 | 23 | 24 | 25 | 26 |
| 27  | 28 | 29 | 30 |    |    |    |
|     |    |    |    |    |    |    |

| 10月 |    |    |    |    |    |    |
| 日   | 月 | 火 | 水 | 木 | 金 | 土 |
|      |    |    |    | 1  | 2  | 3  |
| 4    | 5  | 6  | 7  | 8  | 9  | 10 |
| 11   | 12 | 13 | 14 | 15 | 16 | 17 |
| 18   | 19 | 20 | 21 | 22 | 23 | 24 |
| 25   | 26 | 27 | 28 | 29 | 30 | 31 |
|      |    |    |    |    |    |    |

| 11月 |    |    |    |    |    |    |
| 日   | 月 | 火 | 水 | 木 | 金 | 土 |
| 1    | 2  | 3  | 4  | 5  | 6  | 7  |
| 8    | 9  | 10 | 11 | 12 | 13 | 14 |
| 15   | 16 | 17 | 18 | 19 | 20 | 21 |
| 22   | 23 | 24 | 25 | 26 | 27 | 28 |
| 29   | 30 |    |    |    |    |    |
|      |    |    |    |    |    |    |

| 12月 |    |    |    |    |    |    |
| 日   | 月 | 火 | 水 | 木 | 金 | 土 |
|      |    | 1  | 2  | 3  | 4  | 5  |
| 6    | 7  | 8  | 9  | 10 | 11 | 12 |
| 13   | 14 | 15 | 16 | 17 | 18 | 19 |
| 20   | 21 | 22 | 23 | 24 | 25 | 26 |
| 27   | 28 | 29 | 30 | 31 |    |    |
|      |    |    |    |    |    |    |

## できごと

### 主なできごと（通年）
報道各社が報道した、本年の主なニュース
- 金丸信が佐川急便献金疑惑（東京佐川急便事件、金丸事件）で議員辞職した[1]

金丸信自由民主党副総裁が辞任・議員辞職し、その後発覚した皇民党事件などでも、“政治不信”が起きた。
- バブル崩壊で不況が深刻化[1]

本年はいわゆる就職氷河期元年である。1984年以来8年ぶりに求人倍率が1倍を割り込み、かつてない厳しい就職戦線に晒された。。
この年、バブル景気はすでに過去のものとなったのに、"景気は持ち直すだろう"と思う人が多かった。「失われた10年」や「失われた30年」と言われることになるとは予想していなかった。
- PKO協力法が成立[1]
- 天皇が史上初の訪中[1]
- 自由民主党の竹下派が、小渕派と羽田派に分裂した[1]。
- エリツィンロシア大統領が訪日を延期[1]。

ソ連は1991年末に崩壊し、1992年からロシアが新生国家として歩み始めエリツィン大統領のもとで民主主義と市場経済に移行し、東西冷戦構造も崩れたことから、日本政府は領土問題の解決と平和条約締結に向けた交渉がやりやすくなると期待した。日本側の基本姿勢は「政経不可分」のままではあったものの、ロシアの安定は国際社会にとっても利益になると判断し、対ロシア経済支援策も打ち出すようになっていた。ところが、その日本に冷水をあびせたのが1992年9月に起きたエリツィン大統領による訪日延期の決定だった。ロシアの政権幹部会合で、日本への安易な譲歩に反対する声が相次ぎ、訪日を見合わせたものと伝えられた。
- 参院選で自民党が勝利した[1]。

### 1月
- 1月5日 - 同日から7日まで（3日間）、X JAPANが日本人アーティストとして初の東京ドーム3Days公演「破滅に向かって」を行う。
- 1月13日 - 東京地検、共和汚職事件で阿部文男元北海道・沖縄開発庁長官を受託収賄容疑で逮捕[書籍 1][書籍 2]。
- 1月15日 - 大阪府池田市の五月山動物園で、国内初のウォンバットの繁殖に成功する[3]。
- 1月31日 - 改正大規模小売店舗法が施行される[書籍 3]。

### 2月
- 2月1日 - 元横綱千代の富士貢の引退相撲及び断髪式が行われる。
- 2月13日 - 東京佐川急便事件。東京地検と警視庁が東京佐川急便を強制捜査[書籍 3]。
- 2月14日
  - 東京佐川急便事件で同社前社長の渡辺広康らを逮捕[書籍 2]。
  - 東京都清瀬市の交番で勤務中の警察官が何者かに殺害される事件が発生。事件は2007年に時効を迎えた。
  - 福岡県赤池町が日本初の財政再建団体に指定される（2001年12月13日財政再建完了）。
- 2月16日 - 鐘紡が「テスティモ リップスティック」を発売。
- 2月19日 - 経済企画庁が日本経済が昨年1-3月期をピークにリセッション入りしたと発表[書籍 3]。（バブル景気公式終結）
- 2月20日 - 福岡県飯塚市で女児2人が行方不明、翌21日に2人の遺体が同県甘木市（現：朝倉市）の山林で発見される（飯塚事件）。

### 3月
- 3月1日 - 暴力団対策法施行[書籍 3]。

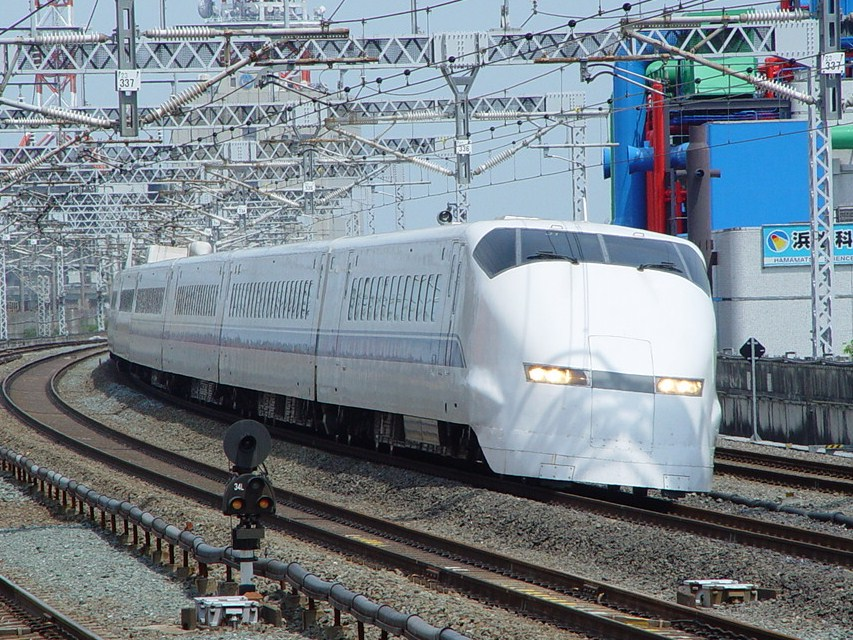
新幹線「のぞみ」（3月14日運転開始）

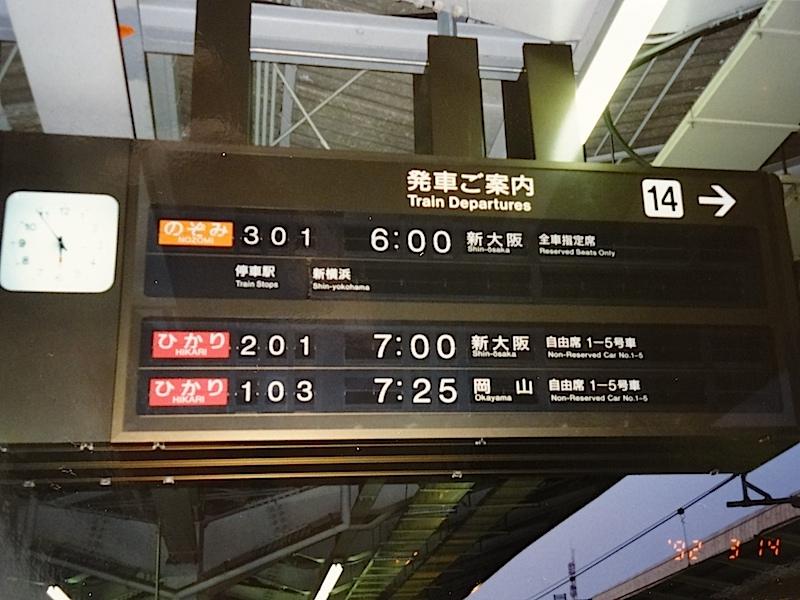
「のぞみ」下り一番列車の案内表示

- 3月3日 - 本田技研工業が「アスコットイノーバ」を発売。
- 3月5日 - 市川一家4人殺害事件が発生。千葉県市川市の行徳地区にある東京湾沿いのマンションの一室に少年（当時19歳）が強盗目的で押し入り、住民の一家4人を殺害した[書籍 2]。少年は2001年に最高裁で死刑判決が確定し、2017年に死刑を執行された（少年死刑囚）。
- 3月7日 - テレビ朝日、武内直子原作漫画の東映アニメーション制作アニメ『美少女戦士セーラームーン』シリーズ放送開始。（1997年2月放送終了）
- 3月8日 - 瀬戸内海サメ騒動: 愛媛県松山市堀江町沖の瀬戸内海で、タイラギの潜水漁をしていた漁師の男性がサメに襲われて行方不明になる事故が発生[新聞 1]。後にAは体長約5 mのホホジロザメに襲われ[新聞 2]、死亡したと認定された[新聞 3]。
- 3月9日 - 富士重工業が「ヴィヴィオ」を発売。
- 3月12日 - サッカー日本代表チーム監督に、初の外国人監督としてオランダのハンス・オフトが就任。
- 3月14日 - 東海道新幹線で、「のぞみ」が運転開始。
- 3月15日 - TBSラジオ・文化放送・ニッポン放送・MBSラジオ・ABCラジオの5局がAMステレオ放送を開始。
- 3月19日 - 新潟交通電車線白山前駅 - 東関屋駅間がこの日限りで廃止。
- 3月25日 - 長崎県佐世保市にハウステンボスが開業。
- 3月26日 - 徳島県海部郡海部町（現：海陽町）から高知県安芸郡東洋町を結ぶ第三セクター鉄道・阿佐海岸鉄道阿佐東線が開業。海部 - 甲浦間8.5 km。
- 3月27日 - 第64回選抜高等学校野球大会が甲子園で開幕。
- 3月29日 - 福山市独居老婦人殺害事件が発生。広島県三原市内在住の高齢女性（当時87歳）が知人の男2人により同県福山市内の山中で殺害された。加害者の男2人は強盗殺人罪に問われ、うち過去に強盗殺人を犯して無期懲役刑に処された前科を持つ男は2007年に最高裁で死刑が確定した。
- 3月31日
  - 富山・長野連続女性誘拐殺人事件（1980年に発生）：殺人罪・身代金目的誘拐罪などに問われた男女2人の被告人について、名古屋高裁金沢支部（濱田武律裁判長）は、自身に死刑を宣告した第一審（富山地裁）の判決を不服としていた女性被告人と、（無期懲役を求刑されていた男性被告人に無罪を言い渡した第一審判決を不服としていた）検察官の控訴をいずれも棄却する（第一審と同じく女を死刑、男性を無罪とする）控訴審判決を宣告[新聞 4]。女は最高裁へ上告したが、1998年に死刑が確定[新聞 5]。
  - 岩手開発鉄道日頃市線の旅客営業がこの日限りで廃止（貨物線としては存続）。

### 4月
- 4月1日
  - 育児休業法施行。

さくら銀行誕生（4月1日）

クレヨンしんちゃん（4月13日放送開始）

  - 太陽神戸三井銀行、さくら銀行に社名変更。
  - 千葉市が12番目の政令指定都市に移行。
  - 江崎グリコ、CI導入。
  - 普通銀行に転換できずに最後まで残っていた相互銀行である東邦相互銀行が伊予銀行に救済合併され、相互銀行という業態が消滅。
  - エフエム徳島、エフエム高知、エフエム佐賀が開局。
  - 朝日新聞東京版夕刊の番組表に録画予約専用の数字「Gコード」が日本で初めて記載される。以後他の全国紙・ブロック紙・地方紙の各紙に掲載範囲を広げ、2011年7月24日の地上アナログ放送終了まで掲載された。
  - 千葉急行電鉄（現・京成千原線）が開業。
- 4月2日 - 俳優の若山富三郎が死去。
- 4月5日 - フジテレビ、人気政治評論番組『報道2001』放送開始。
- 4月6日 - 第64回選抜高等学校野球大会の決勝戦が阪神甲子園球場で行われ、帝京が東海大相模を3-2で破り初優勝。
- 4月7日 - 日産自動車が「インフィニティ・J30」を発売。
- 4月8日 - 寝台特急「さくら」トレーラー衝突事故: 兵庫県神戸市須磨区一ノ谷町の国道2号で大型トレーラーと乗用車が接触事故を起こし、弾みでトレーラーがJR山陽本線の下り線路（須磨駅 - 垂水駅間）に転落、寝台特急「さくら」（東京駅発長崎駅・佐世保駅行き）に衝突する事故が発生、先頭車両である電気機関車EF66 55が脱線・転覆した[新聞 6]。この事故で「さくら」の乗員・乗客ら20人が負傷し、また山陽本線の須磨 - 西明石駅間が始発から上下線とも不通になるなどしたため、朝の通勤通学ラッシュに多大な影響が出た[新聞 7]。
- 4月13日 - テレビ朝日で人気アニメ『クレヨンしんちゃん』放送開始。
- 4月15日 - 富山・長野連続女性誘拐殺人事件：3月31日に名古屋高裁金沢支部で無罪を言い渡された男性について、名古屋高検が最高裁に上告しなかったため、この日をもって男性の無罪が確定した[新聞 8]。
- 4月17日 - 福岡県の地方紙・フクニチ新聞が廃刊（僚紙のフクニチスポーツも廃刊）。
- 4月25日 - ロック歌手の尾崎豊が肺水腫のため26歳で死去[書籍 2]。
- 4月30日 - ヤクルトなどで活躍した元プロ野球選手の大杉勝男が肝臓ガンのため47歳で死去。
- ニュース映画毎日ニュース終刊。

### 5月
- 5月2日 - 国家公務員の週休2日制スタート。
- 5月8日 - 第61代横綱北勝海信芳引退[書籍 4]。
- 5月11日
  - 三菱自動車工業が「リベロ」を発売。
  - 『てのひらを太陽に』や『徹子の部屋のテーマ』などで知られる作曲家のいずみたくが死去。
- 5月18日 - トヨタ自動車が「カローラセレス」/「スプリンターマリノ」を発売。
- 5月20日 - 大阪府などの出資によりクリスタ長堀設立。
- 5月22日
  - 細川護煕前熊本県知事が中心となり日本新党結成[書籍 2]。
  - リクルート創業者の江副浩正が自ら保有する同社の株900万株をダイエーに譲渡。リクルートはダイエーの傘下となる（現在は解消）[書籍 5]。
  - 滋賀県大津市木の岡町で資金難により建設途中のまま20年以上放置されていたビル「木の岡レイクサイドビル」が爆破解体される。
  - 映画監督の伊丹十三が暴漢に襲われ重傷[書籍 5]。
- 5月24日 - 鈴鹿サーキットで行われた全日本F3000選手権第4戦で1989年チャンピオンの小河等選手が事故死。
- 5月25日 - 本田技研工業が最高級オートバイ「NR」を発売。当時の価格520万円。
- 5月27日 - 『サザエさん』『いじわるばあさん』の作者として知られる漫画家の長谷川町子が死去。
- 5月28日
  - 日鉱金属設立（日本鉱業の金属部門が独立）。
  - 阪神（旧大阪）の初代「ミスタータイガース」藤村富美男が死去。
- 5月29日 - 朝日ジャーナル休刊。（事実上の廃刊）

### 6月
- 6月2日 - 茨城県取手市の関東鉄道取手駅で常総線の列車が同駅ビル2階に突っ込む事故が発生、この事故で1人死亡、250人が負傷。
- 6月8日 - 競輪選手の中野浩一引退発表[書籍 4]。
- 6月10日 - 『笑点のテーマ』『上を向いて歩こう』などで知られる作曲家の中村八大が死去。
- 6月14日 - 阪神の湯舟敏郎投手が甲子園球場の広島戦でチーム19年ぶりのノーヒットノーラン達成
- 6月23日 - 両国国技館でミッキー・ロークがダリル・ミラーに勝利
- 6月27日 - 朝日新聞夕刊に連載の4コマ漫画『ペエスケ』が、作者の園山俊二の病気療養の為この日で連載終了。なお園山は1993年1月20日死去。

### 7月
- 7月1日

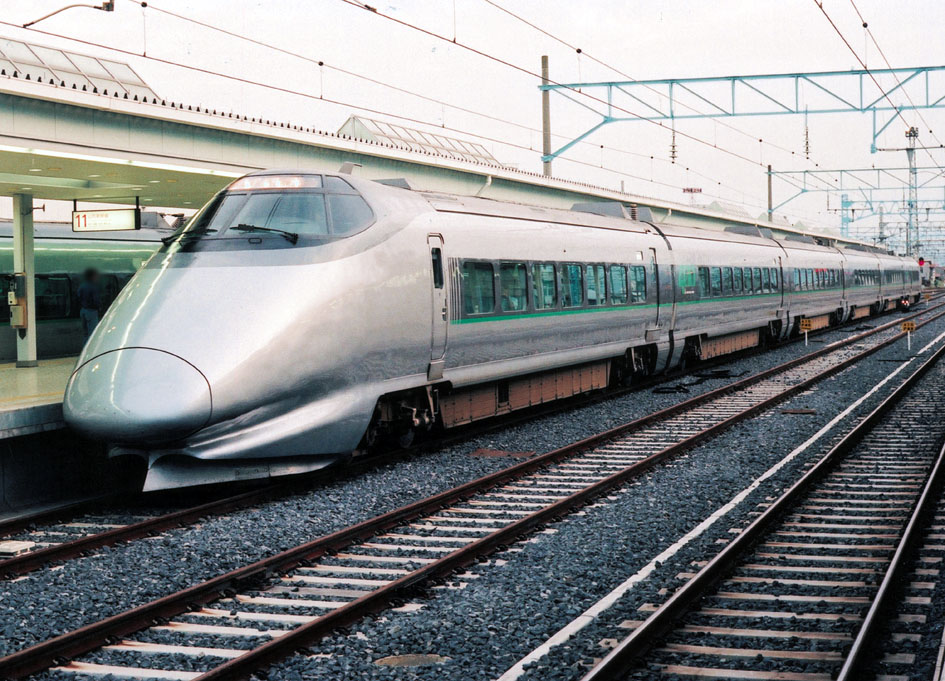
山形新幹線開業（7月1日）

  - 旧千歳空港（現・千歳基地）のターミナルビルを新千歳空港ターミナルビルに移行。これに伴い旧・千歳空港駅を南千歳駅に改称し、南千歳駅 - 新千歳空港駅間の千歳線支線が開業。
  - 山形新幹線開業、奥羽本線福島駅 - 山形駅間の在来線に山形線の愛称を設定。
- 7月3日 - シャープがハイパー電子マネジメント手帳「PV-F1」を発売。
- 7月4日 - 岩手県において、第2回ジャパンエキスポとして三陸・海の博覧会が開催される。
- 7月14日 - 任天堂スーパーファミコンマウスが発売開始。
- 7月15日
  - 仙台市地下鉄南北線の八乙女 - 泉中央間開業。
  - JR九州でダイヤ改正。グリーン個室やビュフェなどを備えた新型特急用電車の787系を使用する特急「つばめ」が運行開始。
  - 今給黎教子、日本人女性初のヨットによる無寄港[注 1]世界一周を達成[書籍 1]。女性ではオーストラリアのケイ・コティに次いで2人目、日本人でも1974年の堀江謙一に次いで2人目。
- 7月21日 - 産経新聞社が臨時取締役会で筆頭株主の鹿内宏明会長を解任[書籍 5]。同時にフジテレビ、ニッポン放送の会長職も解任される。
- 7月26日 - 第16回参議院議員選挙投票[書籍 6]。自民党は69議席を獲得、一方の社会党は議席を大きく減らす。
- 7月28日 - 5月27日に死去した長谷川町子に国民栄誉賞受賞。

### 8月
- 8月1日
  - 東日本旅客鉄道（JR東日本）、山手線の全駅で禁煙実施。
  - 東京タイムズが廃刊。
- 8月4日 - 小説家の松本清張が死去[書籍 7]。
- 8月10日 - 第74回全国高等学校野球選手権大会が阪神甲子園球場で開幕。
- 8月11日 - 東京証券取引所第1部の平均株価は15,000円を割り込む。
- 8月16日 - 第74回全国高等学校野球選手権大会2回戦の高知代表・明徳義塾対石川代表・星稜戦で、明徳義塾が当大会の注目選手であった星稜・松井秀喜に対し5打席連続で敬遠を行い勝利。勝利至上主義として論議を呼んだ。[書籍 4]
- 8月25日 - 第74回全国高等学校野球選手権大会の決勝戦、福岡代表の西日本短大付が千葉代表の拓大紅陵を1-0で破り初優勝。当初は8月23日に実施される予定であったが雨天により2日間順延され、1992年当時で最も遅い決勝戦の開催となった。
- 8月27日 - 金丸信が東京佐川急便から5億円を受領した問題で自由民主党副総裁を辞任[書籍 6][書籍 5]。

### 9月
- 9月9日 - 明石家さんまと大竹しのぶが離婚。
- 9月11日 - 本田技研工業、第2期F1活動の休止を発表。
- 9月12日
  - 毛利衛がスペースシャトル・エンデバーに搭乗し、宇宙空間に向けて出発[書籍 7]。
  - 日本全国の公立学校で毎月第2土曜日を休業日とする月1回の学校週5日制スタート[書籍 5]。
- 9月14日 - JR成田線管内の久住駅 - 滑河駅間の大菅踏切で千葉始発各駅停車佐原駅行きの113系普通列車が大型ダンプと衝突。運転士が救急搬送後に死亡。
- 9月17日 - 国際連合カンボジア暫定統治機構に参加するため、呉港から海上自衛隊の輸送艦等により第1次派遣施設大隊の一部の隊員がカンボジアへ向けて出港した[書籍 6][書籍 5]。自衛隊にとって初のPKOでの海外派遣となる。
- 9月18日 - 若狭得治全日空元会長によるロッキード事件全日空ルートの上告審で、最高裁が上告を棄却、若狭の懲役3年・執行猶予5年が確定。
- 9月20日 - 日本共産党が野坂参三名誉議長を解任[書籍 6]。同党は12月27日に野坂を除名。
- 9月21日
  - 協和埼玉銀行、あさひ銀行に社名変更[書籍 6]。
  - 日清食品が「日清ラ王」を発売。
- 9月24日
  - マツダが「AZ-1」を発表（10月5日発売）。
  - 日産自動車が同社のフラッグシップサルーン『シーマ』にFセグメントセダンとして世界初の電子制御トルクスプリット4WD『アテーサE-TS』を搭載した高級4WDサルーン、『S-four』シリーズを発売。
- 9月26日 - TBS系『料理天国』がこの日の放送を最後に終了、17年間にわたる歴史に幕。また加藤茶・志村けんらが出演しこの年4月から放送されていた『KATO&KENテレビバスターズ』もこの日の放送を最後に終了。ザ・ドリフターズメンバーが出演するTBS系土曜20時枠のバラエティ番組が完全に終了し、『8時だョ!全員集合』以来22年間の歴史に幕。
- 9月28日 - TBS系『クイズ100人に聞きました』がこの日の放送を最後に終了、13年間にわたる歴史に幕。
- 9月30日 - 高エネルギー物理学研究所の森田洋平博士が日本最初のホームページ（KEK Information）を公開する。
- 9月30日 - 西武が対日本ハム戦（東京ドーム）に14対5で勝利し、3年連続パ・リーグ優勝達成。

### 10月
- 10月 - この月の有効求人倍率が1.0を下回り、この後、2005年12月に1.0に回復するまで13年2ヶ月にわたりいわゆる就職氷河期となる。
- 10月1日
  - 福岡県北野町（現在の久留米市）で全国初となる、ごみのポイ捨てに対する罰金条例が施行。
  - 秋田朝日放送（テレビ朝日系）、伊予テレビ（TBS系。現在のあいテレビ）、エフエム鹿児島（μFM）が開局。
  - 日本電気、CI導入。NECマークを赤から青に変更。
- 10月3日 - 日本テレビ、人気紀行番組『ぶらり途中下車の旅』放送開始。
- 10月10日 - ヤクルトが甲子園の阪神戦に勝ち、14年ぶりセ・リーグ優勝。野村克也監督は三原脩・水原茂に次ぐ3人目のセ・パ両リーグの優勝監督に。
- 10月12日 - 巨人、藤田元司監督の勇退と長嶋茂雄新監督の就任を発表。
- 10月14日 - 金丸信前自由民主党副総裁が衆議院議員を辞職[書籍 6]。
- 10月19日 - 三菱自動車工業が「ランサーエボリューション」を発売。
- 10月20日 - 東京都国立市東三丁目で留守番中の主婦が顔見知りの男に刺殺される。男は1999年に最高裁で無期懲役が確定。
- 10月22日 - 富士重工業が「インプレッサ」を発表（11月2日発売）。
- 10月23日 - 天皇、初の中国訪問[書籍 6][書籍 5]。
- 10月24日 - 西鉄北九州線の砂津駅 - 黒崎駅前駅間がこの日限りで廃止され、同線の路面区間が消滅。
- 10月26日
  - 日本初の神道専門の博物館「皇學館大学神道博物館」が開館。
  - 1992年の日本シリーズ第7戦（明治神宮野球場）が行われ、西武がヤクルトに2対1で勝利し、4勝3敗で日本一[書籍 4]。
- 10月27日 - 大相撲関脇の貴花田と女優の宮沢りえが婚約会見（翌1993年1月破局）。
- 10月28日 - 愛知県警、第16回参議院議員選挙で愛知県選挙区から民社党公認で立候補して当選したタレントでラジオパーソナリティの新間正次の学歴・経歴詐称問題で公職選挙法違反容疑で書類送検。
- 10月30日 - 大蔵省、都市銀行の不良債権総額（9月末）は12.3兆円と発表。

### 11月
- 11月1日 - ソニーがMDプレーヤー1号機、「MZ-1」発売。
- 11月3日 - 沖縄県那覇市首里に首里城が復元される。
- 11月4日 - 本田技研工業が「ドマーニ」を発売。
- 11月9日 - トヨタ自動車が「カルディナ」を発売。
- 11月11日 - 大洋漁業、CI導入。これに関連し、大洋が保有するプロ野球チーム・横浜大洋ホエールズは、チーム名を「横浜ベイスターズ」に変更。
- 11月16日 - カシオ計算機が子供向け電子手帳を発売。
- 11月23日 - 風船おじさんがアメリカ大陸を目指して旅立つも、消息不明に[書籍 5]。
- 11月26日 - 衆議院予算委員会が東京佐川急便事件解明のため竹下登元首相を証人喚問[書籍 6][書籍 5]。

### 12月
- 12月1日
  - 気圧の単位がミリバール（mb）からヘクトパスカル（hPa）に変更される。
  - 日本鉱業と共同石油が合併し、日鉱共石発足（1993年、ジャパンエナジーに社名変更）。
- 12月6日 - ノルディックスキーW杯で荻原健司が日本人初優勝。
- 12月10日 - 自由民主党の竹下派が分裂、12月18日に小沢一郎グループが羽田派を旗揚げ[書籍 6]。
- 12月12日 - 宮澤改造内閣発足[書籍 6]。
- 12月14日 - 新婚旅行先のオーストラリア・シドニーで誘拐を装い自ら姿を消したのちに発見された25歳の日本人女性が夫とともに帰国。
- 12月19日 - TBS系『クイズダービー』が放送終了、17年にわたる歴史に幕。
- 12月24日 - 北海道函館市に日本初のコミュニティ放送・FMいるかが開局。
- 12月31日
  - 福井県の地方紙・日刊福井が、この日を最後に自社での発行を終了、翌日（1993年1月1日）から中日新聞社が支援する形で同社の北陸本社が発行する北陸中日新聞福井版との紙面統合による新生日刊福井が新創刊。
  - チェッカーズがこの日の『第43回NHK紅白歌合戦』への出演を最後に解散。

## 社会

### 政治
在職者
- 天皇: 明仁
- 内閣総理大臣: 宮澤喜一（自由民主党）
  - 内閣官房長官: 加藤紘一（自由民主党）、12月12日から河野洋平（自由民主党）
  - 各大臣については、12月12日までについては宮澤内閣、12月12日からは宮澤内閣 (改造)を参照。
- 衆議院議長: 櫻内義雄（自由民主党）
- 参議院議長: 長田裕二（自由民主党）、8月7日から原文兵衛（自由民主党）
- 最高裁判所長官: 草場良八

国会
- 第123回 (常会, 1月24日-6月21日)
- 第124回 (臨時会, 8月7日-11日)
- 第125回 (臨時会, 10月30日-12月10日)

### 教育
- 個性を生かす教育への転換
- 9月12日 - この日から毎月第2土曜日が休日になる（公立）

## 天候・天災 等
日本の天候、自然災害、自然環境の変化など

## 自然科学、テクノロジー
自然科学やテクノロジー
自然科学
大隅良典らが酵母のオートファジーを初めて観察した。
テクノロジー
- QRコードの開発開始[4]。
- 旭化成がソニーや東芝と合弁会社を設立してリチウムイオン電池の生産を開始し、小型・軽量な二次電池として注目を集めた[5]。

## 芸術、文化、スポーツ
ハイカルチャー、サブカルチャー、流行、スポーツなど幅広く

### 文学と出版
- 芥川賞
  - 第107回（1992年上半期） - 藤原智美 『運転士』
  - 第108回（1992年下半期） - 多和田葉子 『犬婿入り』
- 直木賞
  - 第107回（1992年上半期） - 伊集院静『受け月』
  - 第108回（1992年下半期） - 出久根達郎『佃島ふたり書房』

ベストセラー
- さくらももこ『さるのこしかけ』

### 舞台作品
Category:1990年の舞台作品を参照

### 映画

#### 邦画
- シコふんじゃった。
- ミンボーの女
- 紅の豚
- 未来の想い出 Last Christmas
- 青春デンデケデケデケ
- ゴジラvsモスラ
- ちびまる子ちゃん わたしの好きな歌

#### 洋画
日本公開映画（本国公開は前年以前）
- バグジー
- JFK
- ポンヌフの恋人
- 欲望の翼
- 牯嶺街少年殺人事件
- 美女と野獣

本国公開・日本公開ともに当年
- ホーム・アローン2
- ベートーベン
- ツイン・ドラゴン
- 愛人/ラマン
- 氷の微笑
- バットマン リターンズ
- ボディガード
- ポリス・ストーリー3

### テレビ
ドラマ
- NHK大河ドラマ 『信長 KING OF ZIPANGU』
- NHK朝の連続テレビ小説『おんなは度胸』『ひらり』
- フジ系木曜劇場『愛という名のもとに』
- フジ系月9『素顔のままで』
- フジ系月9『二十歳の約束』
- フジ系水9『誰かが彼女を愛してる』
- フジ系『大人は判ってくれない』（ストーリーテラー：伊武雅刀）
- フジ系『ボクたちのドラマシリーズ』第1期（10月 - 1993年3月。『放課後』（観月ありさ主演）ほか）
- TBS系金曜ドラマ『ずっとあなたが好きだった』
- TBS系木曜ドラマ『キライじゃないぜ』
- NTV系土曜ドラマ『子供が寝たあとで』
- NTV系水曜ドラマ『教師夏休み物語』
- YTV系ドラマ『ニュースなあいつ』

バラエティなど諸分野
- 3月25日 - TBS『わくわく動物ランド』が放送終了。
- 3月29日 - MBS『クイズ!!ひらめきパスワード』が放送終了。同時にNET系時代から30年間続いた日曜夜7時前半の「毎日放送制作+ロート製薬提供枠」も廃止。
- 3月30日 - 2001年9月28日 NTV系情報番組『ジパングあさ6』
- 4月5日  - 『報道2001』（後の、『新報道2001』）がフジテレビ系で放送開始。
- 4月9日 - 『ダウトをさがせ!』がTBS系で放送開始。
- 4月15日 - 9月23日 CX系『SOUND ARENA』。この番組は『夜のヒットスタジオ』終了から1年半ぶりのゴールデンタイム音楽番組復活ということで、鳴り物入りで始まったものの半年で終了となった。
- 4月16日 - 『TVチャンピオン』がテレビ東京系で放送開始。
- 4月21日 - 『クイズ どんなMONだい?!』が日本テレビ系で放送開始。
- 4月 - 『進め!クリフハンガー冒険隊』がCBCで放送開始。
- 7月5日 - 『進め!電波少年』が日本テレビ系列で放送開始。
- 7月18 - 19日 『FNSの日スーパースペシャル 1億2000万人の平成教育テレビ』
- 9月 - ABC『素敵にドキュメント』7月17日放送分の映像でやらせ問題が発覚。番組打ち切りが決定する（→参照）。
- 9月 - 10月 - TBSが月曜 - 木曜19時台に1時間番組枠『ムーブ』を創設するため、大幅な番組改編を断行。同局の看板番組として親しまれてきた『料理天国』『クイズ100人に聞きました』『テレビ探偵団』『ギミア・ぶれいく』が相次いで終了。同時に『KATO&KENテレビバスターズ』も終了し、『8時だョ!全員集合』以来23年間続いた土曜夜8時台のドリフ関係番組の歴史に幕が下ろされた。
- 10月5日 - 1994年3月25日 CX 『ウゴウゴルーガ』
- 12月 - YTV『超近未来遭遇!! どーなるスコープ』11月8日放送の「出張アンケート・看護婦さん大会」において替え玉を利用していたやらせが発覚、番組打ち切りが決定（→参照）。
- 12月19日 - TBS『クイズダービー』が放送終了。
- 12月30日 - 1993年1月1日 元旦まで感動生放送!史上最大39時間テレビ「ずっとあなたに見てほしい 年末年始は眠らない」（TBS）
- その他の開始番組 - 『さんまのからくりTV』（TBS、のちのさんまのSUPERからくりTV）『TVチャンピオン』（TX）『浅草橋ヤング洋品店』（TX、のちのASAYAN）『タモリのボキャブラ天国』（CX）『突然バラエティー速報!!COUNT DOWN100』（TBS、現在のCOUNT DOWN TVの原型）など。
- その他の終了番組 - 『加トちゃんケンちゃんごきげんテレビ』（TBS）『邦ちゃんのやまだかつてないテレビ』（CX）『スター爆笑Q&A』（YTV）『2時のワイドショー』（YTV）『クイズ!早くイッてよ』（CX）『アメリカ横断ウルトラクイズ』など。

#### 特撮
- 東映不思議コメディーシリーズ『うたう!大龍宮城』（フジテレビ、1月5日 - 12月27日、全51話）
- メタルヒーローシリーズ『特捜エクシードラフト』（テレビ朝日、2月2日 - 1993年1月24日、全49話）レスキューポリスシリーズ3部作の最終作品。
- スーパー戦隊シリーズ『恐竜戦隊ジュウレンジャー』（テレビ朝日、2月21日 - 1993年2月12日、全50話）

#### コマーシャル
| キャッチフレーズなど                   | 商品名など                 | メーカー     | 出演者                                     | 音楽                                     |
| -------------------------------------- | -------------------------- | ------------ | ------------------------------------------ | ---------------------------------------- |
| きんは100歳、ぎんも100歳               | ご相談窓口                 | ダスキン     | きんさんぎんさん                           | -                                        |
| ボス、のむ。                           | BOSS                       | サントリー   | 矢沢永吉                                   | -                                        |
| うまいのは、コーヒー会社の缶コーヒー。 | UCC缶コーヒー              | UCC上島珈琲  | 所ジョージ・菊池桃子                       | オリジナル                               |
| hungry?                                | カップヌードル             | 日清食品     | 亜仁丸レスリー（ナレーション）             | -                                        |
| 「いい日旅立ち〜♪」「パパー!」         | 写ルンです                 | 富士フイルム | デーモン小暮閣下ほか                       | 谷村新司                                 |
| 撮りっきりですか〜♪                    | 撮りっきりコニカ           | コニカ       | 山口弘美                                   | 阿木燿子・宇崎竜童                       |
| 美・サイレント                         | キヤノンEOS                | キヤノン     | 相米慎二（演出も）                         | 阿木燿子・宇崎竜童・山口百恵             |
| 「ホント」                             | ステーションイメージ       | フジテレビ   | 宝田明、露木茂（ナレーション）他           | 佐藤雅彦                                 |
| 「哲学」                               | ステーションイメージ       | フジテレビ   | 露木茂（ナレーション）                     | -                                        |
| 具が大きい                             | 加厘（カリー）工房         | ハウス食品   | 小林稔侍・安達祐実                         | -                                        |
| ♪パッとさいでりあ〜                    | さいでりあ                 | 新興産業     | 小林亜星ほか                               | 小林亜星                                 |
| うまいんだな、これが                   | モルツ                     | サントリー   | 萩原健一・和久井映見                       | 佐藤雅彦                                 |
| アリアリアリアリアリナミンV!           | アリナミンVドリンク        | 武田薬品     | アーノルド・シュワルツェネッガー・宮沢りえ | じんましんや                             |
| スーパーカップが好きです               | スーパーカップ（ラーメン） | エースコック | ビートたけし・宮沢りえ                     | グレート義太夫                           |
| 筋肉疲れない、僕打たれない             | エアーサロンパス           | 久光製薬     | 桑田真澄                                   | -                                        |
| 歌手の小金沢クン                       | フィニッシュコーワ         | 興和         | 小金沢昇司、渡辺篤史（ナレーション）       | -                                        |
| あぁ、反省                             | 新三共胃腸薬               | 三共         | 次郎（猿）                                 | 八代亜紀（歌）                           |
| トゥギャザーしようぜ!                  | アデランス                 | アデランス   | ルー大柴・かとうれいこ                     | -                                        |
| 全然覚えてないんです                   | ソルマック                 | 大鵬薬品     | ルー大柴・渡辺文雄                         | -                                        |
| 桑田、movaを使用か?                    | mova                       | NTT DoCoMo   | サザンオールスターズ                       | 桑田佳祐・サザンオールスターズ           |
| 「♪日本高」「♪速通信」                 | -                          | 日本高速通信 | 森口博子・荻野目洋子                       | 東京バナナボーイズ・森口博子・荻野目洋子 |
| ジャーン!電気を大切にね                | 節電キャンペーン           | 東京電力     | でんこちゃん（声：渡辺信子・画：内田春菊） | -                                        |

### アニメ
アニメーション映画
- 3月7日 - 『ドラえもん のび太と雲の王国』（監督：芝山努）
- 7月18日 - 『紅の豚（監督：宮崎駿）』

テレビアニメ
- 1月10日 - 『ママは小学4年生』放映開始
- 1月12日 - 『大草原の小さな天使 ブッシュベイビー』放映開始
- 2月3日 - 『花の魔法使いマリーベル』、『ディズニーアニメ劇場 ダックテイル』放映開始
- 2月8日 - 『伝説の勇者ダ・ガーン』放映開始
- 2月25日 - 『宇宙の騎士テッカマンブレード』放映開始
- 3月7日 - 『美少女戦士セーラームーン』放映開始。セーラームーンシリーズ1作目。
- 3月30日 - 『ヨーヨーの猫つまみ』放映開始
- 4月1日 - 『元気爆発ガンバルガー』（エルドランシリーズ2作目）、『ウォーリーを探せ』、『長靴をはいた猫の冒険』、『ワーナーアニメ劇場』放映開始
- 4月3日 - 『サラダ十勇士トマトマン』放映開始
- 4月5日 - 『超電動ロボ 鉄人28号FX』放映開始
- 4月6日 - 『コビーの冒険』、『チロリン村物語』、『まんが日本史』放映開始
- 4月7日 - 『お〜い!竜馬』、『さすらいくん』放映開始
- 4月8日 - 『地球SOS それいけコロリン』放映開始
- 4月9日 - 『クッキングパパ』放映開始
- 4月13日 - 『クレヨンしんちゃん』放映開始
- 4月14日 - 『あしたへフリーキック』放映開始
- 4月17日 - 『まぼろしまぼちゃん』放映開始
- 4月20日 - 『わんぱくテニス』放映開始
- 4月23日 - 『ああ播磨灘』放映開始
- 5月11日 - 『キャプテン・ドリーム』放映開始
- 5月12日 - 『ガーフィールド』放映開始
- 5月17日 - 『スーパービックリマン』放映開始。ビックリマンシリーズ3作目。
- 6月1日 - 『2020年ワンダー・キディ』放映開始
- 6月7日 - 『妖精ディック』放映開始
- 8月24日 - 『ヤダモン』放映開始
- 9月19日 - 『ザ・シンプソンズ』放映開始
- 9月30日 - 『おやゆび姫物語』放映開始
- 10月2日 - 『姫ちゃんのリボン』放映開始
- 10月4日 - 『ツヨシしっかりしなさい』放映開始
- 10月5日 - 『ノンタンといっしょ』（『ウゴウゴルーガ』内で放送）、『スペース・オズの冒険』放映開始
- 10月8日 - 『スーパーヅガン』放映開始
- 10月10日 - 『幽☆遊☆白書』、『南国少年パプワくん』、『少年アシベ2』、『フランダースの犬 ぼくのパトラッシュ』放映開始
- 10月15日 - 『風の中の少女 金髪のジェニー』、『カリメロ』放映開始
- 10月16日 - 『みかん絵日記』放映開始
- 10月19日 - 『コボちゃん』放映開始（放映終了後も不定期でスペシャルが放映された）
- 12月2日 - 『バットマン』放映開始

OVA

### 音楽
- 稲垣潤一「クリスマスキャロルの頃には」
- 大黒摩季「DA・KA・RA」
- 尾崎豊『放熱への証』―遺作アルバム
- 織田哲郎「いつまでも変わらぬ愛を」
- 小野正利「You're the Only…」
- 楠瀬誠志郎「ほっとけないよ」
- 米米CLUB「君がいるだけで」
- サザンオールスターズ「涙のキッス」
- 佐野元春「約束の橋」
- THE BOOM「それだけでうれしい」「島唄 (ウチナーグチ・ヴァージョン)」
- 少年ナイフ『Let's Knife』―同アルバムに「TWIST BARBIE」収録。
- ZOO「Choo Choo TRAIN」
- 大事MANブラザーズバンド「それが大事」
- 弾厚作・谷村新司「サライ」
- TUBE「ガラスのメモリーズ」「夏だね」
- T-BOLAN「Bye For Now」
- DREAMS COME TRUE「決戦は金曜日」
- とんねるず「ガラガラヘビがやってくる」「一番偉い人へ」
- 中島みゆき「浅い眠り」
- 中山美穂&WANDS「世界中の誰よりきっと」
- 浜田省吾「悲しみは雪のように」
- B'z「BLOWIN'」「ZERO」
- 氷室京介「KISS ME」
- 平松愛理「部屋とYシャツと私」
- 槇原敬之「もう恋なんてしない」
- 松田聖子「きっと、また逢える…」
- 観月ありさ「TOO SHY SHY BOY!」
- 森高千里「私がオバさんになっても」
- WANDS「もっと強く抱きしめたなら」

### ゲーム

#### ボードゲーム
将棋
1-3月については1991年度の将棋界、4-12月については1992年度の将棋界を参照

#### コンピューターゲーム
アーケードゲーム
- ストリートファイターII - 「ゲームマシン」誌 92年年間ベストヒットゲームズ25 テーブル型ＴＶゲーム機 第一位[6]
- F1エキゾーストノート（英語版） - 「ゲームマシン」誌 92年年間ベストヒットゲームズ25 アップライト／コックピット型ＴＶゲーム機 第一位[6]
- グッとE雀 - 「ゲームマシン」誌 92年年間ベストヒットゲームズ25 ＴＶ麻雀ゲーム機 第一位[6]
- ターミネーター2（英語版） - 「ゲームマシン」誌 92年年間ベストヒットゲームズ25 フリッパー分野 第一位[6]

- 6月10日 - アーケードゲーム『ストリートファイターII』のスーパーファミコン移植版が発売。
- 12月10日 - アーケードゲーム『餓狼伝説2』稼働。（翌年の3月にNEOGEO版が発売）
- 年内 - セガのアーケード用レースゲーム『バーチャレーシング』が稼働。

テレビゲーム
- 1月14日 - メガドライブ用ソフト『スーパーファンタジーゾーン』発売。
- 3月20日 - メガドライブ用ソフト『シャイニング・フォース 神々の遺産』発売。
- 4月1日 - セガの家庭用ゲーム機「メガドライブ」とその周辺機器「メガCD」の一体型モデル「ワンダーメガ」が日本ビクターより発売された。
- 4月24日 - メガドライブ用ソフト『アリシアドラグーン』発売。
- 6月19日 - メガCD用ソフト『魔法の少女シルキーリップ』発売。
- 6月26日 - メガCD用ソフト『LUNAR ザ・シルバースター』発売。
- 7月14日 -スーパーファミコン専用マウス「スーパーファミコンマウス」発売（同時発売ソフトは「マリオペイント」）。
- 7月17日 - メガドライブ用ソフト『アイルトン・セナ スーパーモナコGP II』発売（8月にはゲームギア版が発売）。
- 7月24日 - メガドライブ用ソフト『サンダーフォースIV』発売。
- 8月27日 - スーパーファミコン用ソフト『スーパーマリオカート』発売。
- 9月25日 - メガCD用ソフト『ライズ・オブ・ザ・ドラゴン』発売。
- 9月27日 - スーパーファミコン用ソフト『ドラゴンクエストV 天空の花嫁』発売。
- 10月30日 - メガドライブ用ソフト『ランドストーカー 〜皇帝の財宝〜』発売。
- 11月21日 - メガドライブ及びゲームギア用ソフト『ソニック・ザ・ヘッジホッグ2』発売。
- 12月4日 - ファミコン用ソフト『ロックマン5 ブルースの罠!?』発売。
- 12月6日 - スーパーファミコン用ソフト『ファイナルファンタジーV』発売。
- 12月11日 - PCエンジン用ソフト『ボンバーマン'93』発売。
- 12月18日 - メガドライブ用ソフト『ぷよぷよ』発売。

携帯型ゲーム
- 3月27日 - ゲームギア用ソフト『モンスターワールドII ドラゴンの罠』
- 4月27日 - ゲームボーイ用ソフト『星のカービィ』発売。
- 6月5日 - ゲームギア用ソフト『エアリアルアサルト』発売。
- 9月18日 - ゲームギア用ソフト『シャダム・クルセイダー 遥かなる王国』発売。
- 10月21日 - ゲームボーイ用ソフト『スーパーマリオランド2 6つの金貨』発売。後のワリオランドシリーズで主役を務めるワリオの初登場した作品。
- 12月11日 - ゲームボーイ用ソフト『ロックマンワールド3』発売。
- 12月25日 - ゲームギア用ソフト『シャイニング・フォース外伝 〜遠征・邪神の国へ〜』発売。

### 流行

#### 流行した商品
次の商品が発売され、ロングセラーとなる。
- ミニディスク（ソニー）、G-SHOCK（カシオ計算機）、スーパーマリオカート（任天堂）
- 日清ラ王（日清食品）

#### ファッション
流行した服装や身なり
- カジュアルルックファッションが流行する。
- ブランドの適正価格化進む
- アニエスベー流行
- 茶髪の定着はじまる
- だぼだぼルック

#### 1992年の流行語
「うれしいような、かなしいような」「はだかのおつきあい」（きんさんぎんさん）が新語・流行語大賞の年間大賞を受賞した（その他の受賞語は後節「#流行語」も参照）。
- 新語・流行語大賞
  - 年間大賞 - 大賞:きんさん・ぎんさん、語録賞:「うれしいような、かなしいような」、「はだかのおつきあい」
  - 新語部門 - 金賞:ほめ殺し、銀賞:カード破産、銅賞:もつ鍋
  - 流行語部門 - 金賞:冬彦さん（TBS『ずっとあなたが好きだった』）、銀賞:「ねェ、チューして」、銅賞:上申書
  - 大衆語部門 - 金賞:宇宙授業、銀賞:「歌手の小金沢クン」、銅賞:ツインピークス
  - 表現部門 - 金賞:複合不況、銀賞:9K、銅賞:謝長悔長
  - 特別語部門 - 「Time for change」（クリントン大統領）

### スポーツ

#### 総合競技大会
- 第47回国民体育大会 (べにばな国体)

#### オリンピック・パラリンピックへの参加
冬季大会と夏季大会の同年開催は今回が最後となる。
冬季大会
冬季オリンピック・パラリンピックがフランスのアルベールヴィルで開催された。日本からも多数のアスリートが出場している。なお、次回の大会は2年後の1994年に開催されている。
- 第16回冬季オリンピック（アルベールビル）

- 第5回冬季パラリンピック（アルベールビル）

夏季大会
夏季オリンピック・パラリンピックがスペインのバルセロナで開催された。日本からも多数のアスリートが出場している。
- 第25回夏季オリンピック（バルセロナ）

- 第9回夏季パラリンピック（バルセロナ）

#### 野球
プロ野球
- セ・リーグ優勝 ヤクルトスワローズ
- パ・リーグ優勝 西武ライオンズ
- 日本シリーズ優勝 西武ライオンズ（4勝3敗）

高校野球
- 第64回選抜高等学校野球大会優勝 帝京（東京都）
- 第74回全国高等学校野球選手権大会優勝 西日本短大附（福岡県）

#### サッカー
日本サッカーリーグ
- 1部（1991-1992シーズン）優勝:読売クラブ

ナビスコカップ
- 優勝 - 読売ヴェルディ

天皇杯全日本サッカー選手権大会
- 優勝 - 日産FC横浜マリノス

AFCアジアカップ1992（10月29日 - 11月8日、日本・広島県）
- 日本が同大会初優勝。

高校サッカー
第70回全国高等学校サッカー選手権大会

#### 相撲
大相撲（幕内最高優勝）
- 初場所 貴花田光司
- 春場所 小錦八十吉
- 夏場所 曙太郎
- 名古屋場所 水戸泉政人
- 秋場所 貴花田光司
- 九州場所 曙太郎

・横綱北勝海の引退により、1992年5月場所から5場所（番付上では1992年7月から4場所）の間横綱空位（1931年〈昭和6年〉5月〜1932年〈昭和7年〉10月以来60年ぶり2例目）となる。翌1993年3月場所より曙太郎が横綱となったことで横綱空位期は解消。

#### モータースポーツ
- 全日本F3000選手権 マウロ・マルティニ
- 全日本F3選手権 アンソニー・レイド
- 全日本スポーツプロトタイプカー耐久選手権 星野一義
- 全日本ツーリングカー選手権 長谷見昌弘
- 長谷見/星野/鈴木利男組日産・R91CP 日本車・日本人初のデイトナ24時間レース優勝
- 全日本ロードレース選手権
  - 500cc ダリル・ビーティー
  - 250cc 原田哲也

#### プロレス
- プロレス大賞MVP 高田延彦（UWFインターナショナル）
- G1クライマックス優勝 蝶野正洋（2回目）
- 世界最強タッグ決定リーグ戦優勝 三沢光晴&川田利明組「超世代軍」

## 誕生
誕生した事に特筆性のある人物等（世襲制の跡継ぎ、絶滅寸前の生物の誕生、等）を記載しています。それ以外については、Category:1992年生を参照してください。

### 1月
- 1月1日 - 山田由梨、元タレント
- 1月1日 - 秋山大河、ジャニーズJr.
- 1月2日 - 宮内彩花、女優
- 1月2日 - 市橋直歩、グラビアアイドル
- 1月2日 - 岡田ちほ、歌手、女優
- 1月2日 - 井上美帆、タレント、モデル
- 1月3日 - 永井真里子、声優
- 1月4日 - 福永マリカ、女優、ファッションモデル、元Snappeas
- 1月6日 - HIROYA、キックボクサー
- 1月6日 - 宮原理子、女優
- 1月6日 - 海老澤佳奈、女優
- 1月7日 - 枚田菜々子、女優
- 1月8日 - 麻亜里、モデル
- 1月8日 - 森唯斗、プロ野球選手
- 1月9日 - つんこ、コスプレイヤー、グラビアアイドル、DJ
- 1月11日 - 伊沢有紗、タレント
- 1月11日 - 西平風香、女優
- 1月12日 - 小林万桜、アイドル
- 1月13日 - 南川忠亮、プロ野球選手
- 1月15日 - 高橋成美、フィギュアスケート選手
- 1月16日 - ピンキー真由香、元女子プロレスラー（JWP）
- 1月17日 - 吉田えり、女子野球選手（神戸9クルーズ）
- 1月17日 - 荒井蛍、女子プロ野球選手
- 1月17日 - 染谷有香、タレント、グラビアアイドル
- 1月18日 - 石津悠、女優、ダンサー
- 1月18日 - 加東希望、ファッションモデル
- 1月19日 - KENTA、俳優、テキサス・レンジャーズ投手ダルビッシュ有の実弟
- 1月20日 - 高嶋香帆、タレント
- 1月20日 - 松崎啄也、元プロ野球選手
- 1月21日 - 井上胡桃、タレント、グラビアアイドル
- 1月22日 - 滝原祐太、俳優、声優
- 1月22日 - 松永涼子、アイドル
- 1月22日 - 新内眞衣、元乃木坂46
- 1月23日 - 渡辺海渡、俳優
- 1月23日 - 千菅春香、歌手、声優
- 1月23日 - 大山唯、野球選手
- 1月23日 - トリンドル玲奈、モデル
- 1月24日 - 白水萌生、俳優、タレント、元HotchPotchi、元ジャニーズJr.
- 1月25日 - 有末麻祐子、ファッションモデル
- 1月26日 - 知念沙也樺、ファッションモデル
- 1月26日 - 春香クリスティーン、タレント
- 1月28日 - 神谷英慶、プロレスラー
- 1月28日 - 寺本愛美、女優
- 1月31日 - メイリア、CHIX CHICKS
- 1月31日 - むとう水華、元ハロプロエッグ
- 1月31日 - 三田寺理紗、女優

### 2月
- 2月1日 - 市道真央、女優
- 2月3日 - 大野将平、柔道家
- 2月3日 - 杉浦里穂、ファッションモデル
- 2月5日 - 大友瑞季、モデル
- 2月5日 - 吉住絵里加、タレント
- 2月6日 - 一之瀬栞、競泳選手
- 2月7日 - 矢島舞美、元℃-ute
- 2月7日 - 相葉レイカ、AV女優
- 2月8日 - 松友美佐紀、バドミントン選手
- 2月9日 - 中上貴晶、モーターサイクル、ロードレースライダー
- 2月9日 - 有賀小陽、美少女クラブ31
- 2月9日 - 北園涼、俳優
- 2月10日 - 仲川遥香、元JKT48
- 2月10日 - 大砂嵐金崇郎、元大相撲力士
- 2月11日 - 岸井ゆきの、女優
- 2月12日 - 市川春樹、タレント、女優
- 2月13日 - 宮田雄史、俳優
- 2月13日 - 相川イオ、タレント
- 2月15日 - 山谷祥生、声優
- 2月18日 - 小林礼奈、元ものまねタレント
- 2月19日 - 桑原みずき、元SKE48
- 2月20日 - 東弘明、元プロ野球選手
- 2月21日 - 武田梓、タレント、モデル
- 2月21日 - 佐藤慶季、俳優
- 2月22日 - 羽太七海乃、ファッションモデル
- 2月24日 - 池谷麻依、元テレビ朝日アナウンサー
- 2月24日 - 根本弥生、ファッションモデル
- 2月25日 - 寉岡萌希、女優
- 2月25日 - 松山英樹、プロゴルファー
- 2月25日 - 杉浦稔大、プロ野球選手
- 2月26日 - 田辺優、元プロレスラー
- 2月26日 - 篠崎愛、グラビアアイドル
- 2月29日 - 笠原織人、俳優
- 2月29日 - 小林珠莉、タレント、子役、モデル
- 2月29日 - 立花あんな[Web 1]、アイドル、女優

### 3月
- 3月2日 - 里見香奈、女流棋士
- 3月3日 - 原口文仁、プロ野球選手
- 3月3日 - 西永嶺花、タレント
- 3月3日 - 市川まほ、AV女優
- 3月3日 - 羽咲みはる、AV女優、アイドル（恵比寿マスカッツ）
- 3月4日 - 矢部裕貴子、女優・モデル
- 3月4日 - 公文克彦、プロ野球選手
- 3月5日 - 飯島康太郎、俳優
- 3月5日 - 成田達輝、ミュージシャン
- 3月6日 - 嗣永桃子、元アイドル（元カントリー・ガールズ、Buono!、Berryz工房）
- 3月6日 - 時田愛梨、グラビアアイドル、女優
- 3月7日 - 間宮梨花、ファッションモデル・歌手
- 3月8日  - 佐武宇綺、9nine、ファッションモデル・女優・歌手
- 3月9日 - 夏乃美菜、タレント
- 3月9日 - 麻友美、グラビアアイドル
- 3月10日 - 登野城佑真、俳優
- 3月10日 - 彩尊光、大相撲力士
- 3月11日 - 東山奈央、声優
- 3月11日 - 三浦伊織、女子プロ野球選手
- 3月11日 - 菅原隆一、競馬騎手、元子役
- 3月12日 - 横山弘樹、プロ野球選手
- 3月12日 - 甲斐犬人、歌手
- 3月12日 - 小林ひろみ、元グラビアアイドル
- 3月18日 - 福田舞、女優・歌手
- 3月18日 - 高立直哉、大相撲力士
- 3月18日 - 鈴木愛美、ファッションモデル
- 3月20日 - 二見宏志、サッカー選手
- 3月21日 - 水沢エレナ、モデル
- 3月21日 - 榎田貴斗、俳優
- 3月23日 - 小池城太朗、俳優
- 3月25日 - Machico、声優・歌手
- 3月27日 - 悠木碧[Web 2]、タレント・声優
- 3月27日 - 萩原麻子、女子プロ野球選手
- 3月27日 - 運天ジョン・クレイトン、元プロ野球選手
- 3月27日 - 佐藤瑠香、柔道選手
- 3月28日 - 井原ひかり、タレント
- 3月30日 - 橋爪大佑、元プロ野球選手
- 3月31日 - 宮脇里奈、美少女クラブ31
- 3月31日 - 倉内沙莉、タレント・女優・モデル

### 4月
- 4月1日 - 瀬戸口祥侑、お笑いタレント、俳優、YouTuber
- 4月2日 - 矢萩春菜、美少女クラブ31
- 4月2日 - 北村まりこ、タレント
- 4月2日 - 田中英祐、元プロ野球選手
- 4月3日 - 大場美奈、元SKE48
- 4月3日 - 山田菜々、元NMB48
- 4月3日 - 佐野岳、俳優、タレント
- 4月6日 - 下田奈奈、子役
- 4月7日 - キローラン菜入、サッカー選手
- 4月7日 - キローラン木鈴、サッカー選手
- 4月7日 - 船崎良、俳優
- 4月8日 - 角元明日香、声優
- 4月9日 - ハードキャッスル エリザベス、アナウンサー、元子役
- 4月10日 - ももかさくら、AV女優
- 4月12日 - 中西倫也、サッカー選手
- 4月13日 - 橋本大地、プロレスラー
- 4月14日 - 藤田富、モデル・俳優
- 4月15日 - 河田直人、野球選手
- 4月16日 - 岸田タツヤ、俳優、モデル
- 4月16日 - 笹崎里菜、フリーアナウンサー
- 4月16日 - 森薗美咲、卓球選手
- 4月16日 - 西川遥輝、プロ野球選手
- 4月16日 - 樋口寛規、サッカー選手
- 4月16日 - 蜂谷晏海、ファッションモデル、女優
- 4月17日 - 宮国椋丞、プロ野球選手
- 4月17日 - 香妻琴乃、プロゴルファー選手
- 4月17日 - 福田将儀、元プロ野球選手
- 4月18日 - 幸田夢波、声優
- 4月19日 - 梶尾舞、女優
- 4月20日 - 木村謙吾、元プロ野球選手
- 4月21日 - 夢子、モデル
- 4月22日 - 森星、ファッションモデル
- 4月23日 - 岸波莉穂、グラビアアイドル
- 4月23日 - 柴原誠、サッカー選手
- 4月23日 - 斉藤百香、ラジオパーソナリティ
- 4月24日 - 小林祐希、サッカー選手
- 4月24日 - 翔猿正也、大相撲力士
- 4月25日 - 池田恭祐、俳優、声優
- 4月27日 - 曽田茉莉江、美少女クラブ31
- 4月28日 - 西田明央、プロ野球選手
- 4月28日 - 大森晃太郎、サッカー選手
- 4月28日 - 田中あいみ、声優
- 4月29日 - 加藤匠馬、プロ野球選手
- 4月30日 - 寺久保エレナ、サクソフォーン演奏者

### 5月
- 5月1日 - 吉川友、歌手、アイドル
- 5月1日 - 粕谷さくら、タレント
- 5月1日 - 平田洸介、カーリング選手
- 5月3日 - 松本吉弘、プロ麻雀士
- 5月4日 - 近内里緒、元女優
- 5月5日 - 深澤辰哉、アイドル (Snow Man)
- 5月5日 - 山岸舞、体操選手
- 5月5日 - 三上陽輔、サッカー選手
- 5月5日 - 宮崎泰右、サッカー選手
- 5月6日 - 桑江咲菜、女優、タレント
- 5月6日 - 江村直也、プロ野球選手
- 5月6日 - 山野恭介、プロ野球選手
- 5月6日 - 宇佐美貴史、サッカー選手
- 5月6日 - 逢坂愛、グラビアアイドル
- 5月7日 - 日向夕奈、女優、アイドル
- 5月7日 - 山田悠希、声優
- 5月8日 - 井上希美、ミュージカル俳優
- 5月11日 - 朝井彩加、女優、声優
- 5月11日 - ヒガリノ、アイドル、タレント
- 5月11日 - 宮沢静香、グラビアアイドル・女優
- 5月11日 - 三ツ俣大樹、プロ野球選手
- 5月12日 - Rinana、HINOIチーム
- 5月12日 - 小林香萌、プロレスラー
- 5月12日 - 片平里菜、シンガーソングライター
- 5月13日 - 滝沢カレン、ファッションモデル
- 5月14日 - 石川愛、FBSアナウンサー
- 5月14日 - マギー、ファッションモデル
- 5月14日 - 守田創、サッカー選手
- 5月15日 - 常田大希、音楽家（King Gnu、millennium parade）
- 5月16日 - 佐藤摩弥、オートレース
- 5月18日 - かつら小梅、落語家、子役
- 5月18日 - 上杉柊平、俳優
- 5月19日 - 才木玲佳、アイドル、プロレスラー
- 5月20日 - 今西美晴、日本の女子プロテニス選手
- 5月20日 - 野村エリヤ、子役
- 5月21日 - 土居聖真、サッカー選手
- 5月21日 - 山下誠一郎、声優
- 5月21日 - 佐々木祐希、プロアイスホッケー選手
- 5月22日 - 徳永千奈美、Berryz工房
- 5月25日 - 森本将太、プロ野球選手
- 5月25日 - 石岡諒太、プロ野球選手
- 5月26日 - 古郡正輝、俳優
- 5月26日 - 蒼木陣、俳優
- 5月26日 - 安江嘉純、プロ野球選手
- 5月28日 - 中村奨吾、プロ野球選手
- 5月28日 - 尾上右近 (2代目)、歌舞伎俳優
- 5月28日 - 川崎ひかる、野球選手
- 5月28日 - 柴崎岳、サッカー選手
- 5月28日 - 平嶋夏海、舞台女優、元AKB48
- 5月28日 - ちなみ、ファッションモデル、元AKB48
- 5月31日 - 仲原舞、タレント、女優

### 6月
- 6月1日 - 高橋伯明、俳優
- 6月1日 - 谷口雄也、元プロ野球選手
- 6月1日 - 替地桃子、女優
- 6月3日 - 加藤貴之、プロ野球選手
- 6月4日 - 大溝しいな、グラビアアイドル
- 6月5日 - 古川小夏、アップアップガールズ（仮）
- 6月5日 - 雨野美咲、女優
- 6月5日 - 赤松幸輔、プロ野球選手
- 6月6日 - 鈴木侑輝、子役
- 6月6日 - 村上愛、元℃-ute
- 6月6日 - 中原大樹、プロ野球選手
- 6月6日 - 駒井善成、サッカー選手
- 6月8日 - 梅鉢貴秀、サッカー選手
- 6月9日 - 前川恭兵、元プロ野球選手
- 6月9日 - 王子谷剛志、柔道選手
- 6月9日 - 石塚みづき、女優
- 6月9日 - 田中達也、サッカー選手
- 6月10日 - 山縣亮太、陸上競技選手
- 6月11日 - 増田繁人、サッカー選手
- 6月12日 - 永嶋柊吾、俳優
- 6月12日 - 太田晴奈、柔道選手
- 6月12日 - 岡崎静夏、モーターサイクル・ロードレイサー
- 6月13日 - 原優子、声優
- 6月15日 - 中島彰吾、元プロ野球選手
- 6月16日 - 福敬登、プロ野球選手
- 6月16日 - 玉井大翔、プロ野球選手
- 6月17日 - 雨宮悠香、タレント
- 6月17日 - 加部未蘭、サッカー選手
- 6月19日 - 斉藤瑠花、女優
- 6月20日 - 渡辺梨夏子、ファッションモデル
- 6月21日 - 岡本あずさ、ファッションモデル
- 6月21日 - ムラムラタムラ、お笑い芸人
- 6月22日 - 宇良和輝、大相撲力士
- 6月23日 - 谷野欧太、俳優
- 6月24日 - 花月、女子プロレスラー
- 6月24日 - 鮫島晃太、サッカー選手
- 6月24日 - 真山れみ、女優
- 6月25日 - 井波靖奈、サッカー選手
- 6月25日 - 石橋菜津美、女優
- 6月26日 - 堀井新太、俳優
- 6月26日 - 内藤惟人、元俳優
- 6月27日 - 砂川政人、俳優
- 6月27日 - 本田翼、ファッションモデル、女優
- 6月28日 - 小原好美、声優
- 6月29日 - 湊剛、子役
- 6月29日 - 矢方美紀、元SKE48

### 7月
- 7月1日 - 野崎夏帆、ファッションモデル
- 7月1日 - 松澤裕介、プロ野球選手
- 7月2日 - 髙木菜那、スピードスケート選手
- 7月2日 - 香川勇気、サッカー選手
- 7月3日 - 須藤茉麻、Berryz工房
- 7月4日 - 前野るみえ、FANTASISTA
- 7月5日 - 佐久間大介、アイドル(Snow Man)
- 7月6日 - 柳田将洋、バレーボール選手
- 7月7日 - 石原英秀、俳優
- 7月8日 - 塚原頌平、プロ野球選手
- 7月8日 - 冨岡健翔、俳優、ジャニーズJr.
- 7月9日 - あまのがみだい、漫画家
- 7月10日 - 三宅ひとみ、元アイドリング!!!
- 7月10日 - 椋木えり、女優
- 7月10日 - 佐藤玲、女優
- 7月11日 - 船越英里子、女優
- 7月12日 - 石橋杏奈、女優
- 7月12日 - 勧野甲輝、元プロ野球選手
- 7月13日 - 大谷澪、グラビアアイドル
- 7月13日 - 高梨雄平、プロ野球選手
- 7月14日 - 小川慶治朗、サッカー選手
- 7月14日 - 牛之濱拓、サッカー選手
- 7月15日 - 久住小春、元モーニング娘。、モデル
- 7月15日 - 岡田慶太、俳優
- 7月15日 - 北勝富士大輝、元大相撲力士、年寄14代大山
- 7月15日 - 武藤嘉紀、サッカー選手
- 7月15日 - 安藤誓哉、プロバスケットボール選手
- 7月15日 - 朝倉未来、総合格闘家
- 7月16日 - 山田哲人、プロ野球選手
- 7月16日 - 八木かなえ、ウエイトリフティング
- 7月16日 - 中尾真亜理、日本海テレビジョン放送アナウンサー、バドミントン選手
- 7月16日 - 進藤拓也、プロ野球選手
- 7月17日 - 梅本まどか、元SKE48
- 7月17日 - 橋本ちなみ、声優
- 7月19日 - 源みいな、AV女優
- 7月20日 - 和田凌太、元プロ野球選手
- 7月21日 - 佐藤友佳、陸上競技選手
- 7月22日 - 仁藤萌乃、女優、元AKB48
- 7月22日 - 戸塚純貴、俳優
- 7月22日 - 三ツ間卓也、プロ野球選手
- 7月22日 - 安藤正基、漫画家
- 7月22日 - コムアイ、歌手（水曜日のカンパネラ）
- 7月23日 - 脇田恵子、ファッションモデル
- 7月23日 - 土居志央梨、女優
- 7月24日 - 榎本葵、プロ野球選手
- 7月25日 - 仲俣汐里、元AKB48
- 7月25日 - 新藤まなみ、グラビアアイドル
- 7月26日 - 原泉、元プロ野球選手
- 7月26日 - 工藤敦志、ゲイビデオ男優、パーソナルトレーナー、格闘家
- 7月27日 - 仲川輝人、サッカー選手
- 7月27日 - 星広太、サッカー選手
- 7月27日 - 星雄次、サッカー選手
- 7月28日 - 尾花貴絵、ファッションモデル
- 7月28日 - 小松原美里、フィギュアスケート選手
- 7月29日 - 岡安夏菜、タレント
- 7月29日 - 岡副麻希、タレント、キャスター
- 7月30日 - 小島秀仁、サッカー選手

### 8月
- 8月2日 - 大内田悠平、俳優
- 8月5日 - 内山靖崇、日本の男子プロテニス選手
- 8月6日 - 角田夏実、柔道家
- 8月6日 - 夏すみれ、プロレスラー
- 8月6日 - 伊藤沙耶、ファッションモデル
- 8月6日 - 大西沙織、声優
- 8月6日 - 前川涼子、声優
- 8月7日 - 土屋シオン、俳優
- 8月7日 - 薮田和樹、プロ野球選手
- 8月7日 - 宮吉拓実、サッカー選手
- 8月7日 - 夛田凌輔、サッカー選手
- 8月8日 - 神定まお、タレント
- 8月8日 - 逢田梨香子、声優
- 8月10日 - 小澤亜李、声優
- 8月10日 - 門脇麦、女優
- 8月10日 - 桑田真樹、野球選手
- 8月10日 - 中﨑翔太、プロ野球選手
- 8月10日 - Neru、音楽家・ボカロP
- 8月11日 - 鈴木友菜、モデル
- 8月11日 - 有原航平、プロ野球選手
- 8月11日 - 松原修平、サッカー選手
- 8月12日 - 東田直樹、作家・詩人・絵本作家
- 8月12日 - 森咲智美、グラビアアイドル
- 8月17日 - 田中大輝、プロ野球選手
- 8月18日 - 成海璃子、女優
- 8月18日 - 畑本時央、サッカー選手
- 8月18日 - 吉田有里、声優
- 8月19日 - 成瀬功亮、元プロ野球選手
- 8月20日 - 鎌田雄太郎、俳優
- 8月20日 - 白石麻衣、女優（元乃木坂46）
- 8月21日 - 吉川大幾、プロ野球選手
- 8月21日 - 霧宮てん、タレント、コスプレイヤー
- 8月22日 - 木原龍一、フィギュアスケート選手
- 8月23日 - 清水慎太郎、サッカー選手
- 8月24日 - 浅香航大、俳優、元ジャニーズJr.
- 8月24日 - モンブランみき、プロボクサー
- 8月25日 - 夏焼雅、PINK CRES.、Berryz工房
- 8月25日 - 布川隼汰、俳優
- 8月25日 - 前田裕太、お笑いタレント（ティモンディ）
- 8月26日 - 渡辺貴洋、プロ野球選手
- 8月26日 - 田中輝希、サッカー選手
- 8月26日 - 重岡大毅、WEST.
- 8月27日 - 剛力彩芽、ファッションモデル・女優
- 8月27日 - 松村沙友理、元乃木坂46
- 8月27日 - 柿田裕太、元プロ野球選手
- 8月27日 - 田中貴也、プロ野球選手
- 8月28日 - 渡辺けあき、タレント・モデル・ボウラー
- 8月28日 - 松井くらら、アナウンサー
- 8月29日 - 仲原聖子、子役
- 8月29日 - 篠原冴美、アイドル
- 8月30日 - 結城巳貴、蹴竹G
- 8月31日 - 秋元皓貴、キックボクサー
- 8月31日 - 阪口哲也、プロ野球選手
- 8月31日 - やながせゆっこ、タレント

### 9月
- 9月2日 - 浅野かや、タレント
- 9月2日 - 須田琴子、女優
- 9月2日 - 勢喜遊、ドラマー（King Gnu）
- 9月3日 - 染谷将太、俳優
- 9月3日 - 谷本和優、俳優
- 9月3日 - 石津幸恵、プロテニス選手
- 9月7日 - 森田涼花、タレント、元アイドリング!!!メンバー
- 9月8日 - 川内鴻輝、陸上競技選手、政治家
- 9月9日 - 山﨑福也、プロ野球選手
- 9月9日 - 飯田友子、声優
- 9月10日 - 林田洋平、お笑い芸人（ザ・マミィ）
- 9月11日 - 猪野広樹、俳優
- 9月11日 - 山口祥吾、プロ野球選手
- 9月11日 - 磯村勇斗、俳優
- 9月11日 - 鈴木義宜、サッカー選手
- 9月13日 - 井上愛美、柔道選手
- 9月13日 - 入矢麻衣、グラビアアイドル
- 9月13日 - せいや、お笑いタレント（霜降り明星）
- 9月14日 - 池ノ谷桃太、俳優
- 9月14日 - 奥村夏未、女優、タレント
- 9月14日 - 吉田悠希、フリーアナウンサー、タレント
- 9月15日 - 小木曽汐莉、元SKE48
- 9月18日 - 伊藤優汰、サッカー選手
- 9月18日 - 藤鬥嘩裟、キックボクサー
- 9月18日 - 松岡桂花、HINOIチーム
- 9月21日 - 池田仁、俳優
- 9月21日 - 内田雄馬[Web 3]、声優
- 9月21日 - 加藤将、俳優
- 9月25日 - 古川いおり、AV女優、元恵比寿マスカッツ
- 9月26日 - 野田和佳子、子役
- 9月26日 - 谷山莉奈、野球選手
- 9月27日 - 根岸愛、元PASSPO☆
- 9月28日 - 青木衣沙、グラビアアイドル
- 9月28日 - 鶴見虹子、体操選手
- 9月29日 - ドーキンズ英里奈、タレント、モデル
- 9月29日 - 一二三慎太、元プロ野球選手
- 9月29日 - 福岡みもれ、モデル、グラビアアイドル
- 9月30日 - 安藤美希子、重量挙げ選手
- 9月30日 - 石川慧、サッカー選手
- 9月30日 - 西脇彩華、9nine、ファッションモデル

### 10月
- 10月1日 - 坂井太陽、俳優
- 10月1日 - 丸山隼、俳優
- 10月1日 - 浜田智博、元プロ野球選手
- 10月2日 - 志村理佳、元SUPER☆GiRLS
- 10月2日 - 細田あかね、元野球選手
- 10月3日 - 橋本愛奈、元チャオ ベッラ チンクエッティ
- 10月3日 - 花柳芳次郎 (6代目)、日本舞踊の舞踊家、俳優、声優
- 10月3日 - 西村信章、俳優
- 10月3日 - ゆきりぬ、YouTuber
- 10月4日 - オリベット・テイラー・翔、元PrizmaX、俳優、モデル
- 10月4日 - 宮里駿、元子役、声優
- 10月4日 - 渡辺泰広、サッカー選手
- 10月4日 - 上村彩子、アナウンサー
- 10月5日 - 千葉皓敬、俳優、声優
- 10月5日 - 朝香りほ、ファッションモデル
- 10月6日 - 谷川昌希、元プロ野球選手
- 10月7日 - 池尻愛吏、グラビアアイドル
- 10月8日 - 高岸宏行、お笑いタレント（ティモンディ）
- 10月9日 - 又野知弥、元プロ野球選手
- 10月10日 - 山下リオ、ファッションモデル、アイドル、タレント
- 10月11日 - 千代鳳祐樹、元大相撲力士、年寄20代錦島
- 10月12日 - 田中彩友美、ファッションモデル、タレント、歌手
- 10月12日 - 波多野美希、タレント
- 10月12日 - 寺嶋寛大、元プロ野球選手
- 10月13日 - 加地千尋、元子役
- 10月13日 - 高山侑子、ファッションモデル、タレント
- 10月14日 - 川上奈々美、AV女優
- 10月14日 - 鈴木伸之、俳優
- 10月15日 - 財木琢磨、俳優
- 10月15日 - 牧原大成、プロ野球選手
- 10月15日 - 柳田衣里佳、ファッションモデル、女優
- 10月15日 - 雫、ボーカリスト、ギタリスト、ミュージシャン（ポルカドットスティングレイ）
- 10月15日 - 馬場雄基、政治家（衆議院議員）
- 10月16日 - 足立梨花、タレント、女優
- 10月16日 - 藤林温子、毎日放送アナウンサー
- 10月17日 - 宮内ひとみ、女優
- 10月17日 - 内海大輔、タレント
- 10月17日 - 戸根千明、プロ野球選手
- 10月19日 - 秋山ゆりか、タレント
- 10月19日 - 永井里菜、さいたま市市議会議員、元タレント
- 10月19日 - 塩谷千晶、元野球選手
- 10月20日 - 吉田眞紀人、元サッカー選手
- 10月21日 - 岩本輝、元プロ野球選手
- 10月22日 - 葉芷華、競泳選手
- 10月23日 - 南貴樹、元プロ野球選手
- 10月24日 - 島袋洋奨、元プロ野球選手
- 10月26日 - 堀田茜、ファッションモデル
- 10月27日 - 池田純矢、俳優、声優
- 10月27日 - 上遠野太洸、俳優
- 10月28日 - 米光隆翔、俳優
- 10月28日 - 本田礼生、俳優
- 10月29日 - 岡本健、元プロ野球選手
- 10月29日 - 新井和輝、ベーシスト（King Gnu）
- 10月29日 - 山下弘子、闘病記著者

### 11月
- 11月1日 - 安室脩星、俳優
- 11月1日 - 磯村嘉孝、プロ野球選手
- 11月1日 - 白洲迅、俳優
- 11月2日 - 小林慶祐、プロ野球選手
- 11月2日 - 中平千佳、野球選手
- 11月4日 - 牧場みのり、女子プロレスラー（アイスリボン）
- 11月4日 - 中田大貴、サッカー選手
- 11月5日 - 渡辺翔太、アイドル（Snow Man）
- 11月5日 - 甲斐拓也、プロ野球選手
- 11月7日 - 村上友梨、タレント
- 11月7日 - 紀真耶、テレビ朝日アナウンサー
- 11月9日 - 木戸邑弥、俳優
- 11月9日 - 大坂谷啓生、元プロ野球選手
- 11月9日 - 酒井宣福、サッカー選手
- 11月10日 - 高野一哉、野球選手
- 11月11日 - 糸原健斗、プロ野球選手
- 11月12日 - 今井華、ファッションモデル、タレント
- 11月12日 - 上原亜衣、元AV女優
- 11月12日 - 三井莉穂、ミュージカル俳優
- 11月13日 - 廣瀬真平、俳優
- 11月13日 - 米村美咲、ファッションモデル
- 11月15日 - 峯岸みなみ、タレント、元AKB48
- 11月16日 - 山下斐紹、プロ野球選手
- 11月16日 - 西川瑞希、ファッションモデル
- 11月17日 - 石原崇兆、サッカー選手
- 11月18日 - 大津綾香、子役タレント
- 11月18日 - 杉本健勇、サッカー選手
- 11月18日 - 工藤遥加、プロゴルファー選手
- 11月19日 - saku、シンガーソングライター
- 11月20日 - 石村舞波、元Berryz工房
- 11月20日 - 阿知羅拓馬、プロ野球選手
- 11月20日 - 田村丈、プロ野球選手
- 11月21日 - 尾崎里紗、日本テレビアナウンサー
- 11月21日 - 指原莉乃、アイドル（元HKT48）、タレント
- 11月21日 - 真田佑馬、7ORDER、元ジャニーズJr（Love-tune）
- 11月21日 - 寿エリカ、グラビアアイドル
- 11月22日 - 高安奈緒子、気象キャスター
- 11月25日 - 寺部歩美、野球選手
- 11月26日 - 北浦愛、子役
- 11月26日 - 井澤勇貴、元HotchPotchi、元ジャニーズJr.
- 11月28日 - 深雪 (アイドル)
- 11月29日 - 池田駿、プロ野球選手
- 11月30日 - 山岸逢花、AV女優、恵比寿マスカッツメンバー

### 12月
- 12月1日 - 久保海晴、俳優
- 12月1日 - 高橋美帆、競泳選手
- 12月1日 - 伊東誠、俳優
- 12月2日 - 田名部生来、元AKB48
- 12月4日 - 五十畑颯斗、俳優
- 12月4日 - 高橋茉奈、ラジオパーソナリティ
- 12月6日 - 今泉舞、女優
- 12月6日 - 細貝柊、ピアニスト
- 12月8日 - 横山由依、元AKB48
- 12月8日 - 春山幹介、子役
- 12月8日 - 宮﨑敦次、プロ野球選手
- 12月9日 - 高木善朗、サッカー選手
- 12月11日 - 山原さくら、女子競輪選手
- 12月11日 - 昌子源、サッカー選手
- 12月11日 - 朝倉みかん、タレント
- 12月12日 - 橋本侑樹、政治家（渋谷区議会議員）、元アイドル
- 12月13日 - 堀米勇輝、サッカー選手
- 12月14日 - 宮市亮、サッカー選手
- 12月14日 - 小島みなみ、AV女優
- 12月15日 - 大奄美元規、大相撲力士
- 12月16日 - 島田晴香、元AKB48
- 12月16日 - 三浦萌、ジュニアアイドル
- 12月19日 - 松出直也、元舞台俳優
- 12月20日 - 外崎修汰、プロ野球選手
- 12月21日 - 梶原ひかり、子役・女優
- 12月21日 - 内海つかさ、元子役タレント
- 12月21日 - 上杉真央、歌手、fripSide
- 12月22日 - 忽那汐里、女優
- 12月22日 - ナオミ、ファッションモデル
- 12月22日 - 小野裕二、サッカー選手
- 12月23日 - 橘ゆりか、元アイドリング!!!
- 12月23日 - 高野光司、サッカー選手
- 12月23日 - 南梨央奈、AV女優
- 12月24日 - ゆき、女優
- 12月24日 - のぐちゆり、声優
- 12月25日 - 田中美晴、モデル
- 12月25日 - 御嶽海久司、大相撲力士
- 12月27日 - バーンズ勇気、俳優、元PrizmaX
- 12月28日 - 数原龍友、GENERATIONS from EXILE TRIBE
- 12月29日 - 伊藤大智郎、元プロ野球選手
- 12月29日 - 鈴木勝大、俳優、ファッションモデル
- 12月30日 - 野澤祐樹、ジャニーズJr.、俳優
- 12月31日 - 蒲田華恵、ファッションモデル
- 12月31日 - 宇佐美なな、AV女優

### 誕生日不明
- 近藤銀河、アーティスト、美術史家、著作家
- 水田美意子、小説家